# Aglossosia conspicua
Aglossosia conspicua là một loài bướm đêm thuộc phân họ Arctiinae, họ Erebidae.